# Manuel Jacques de Magalhães

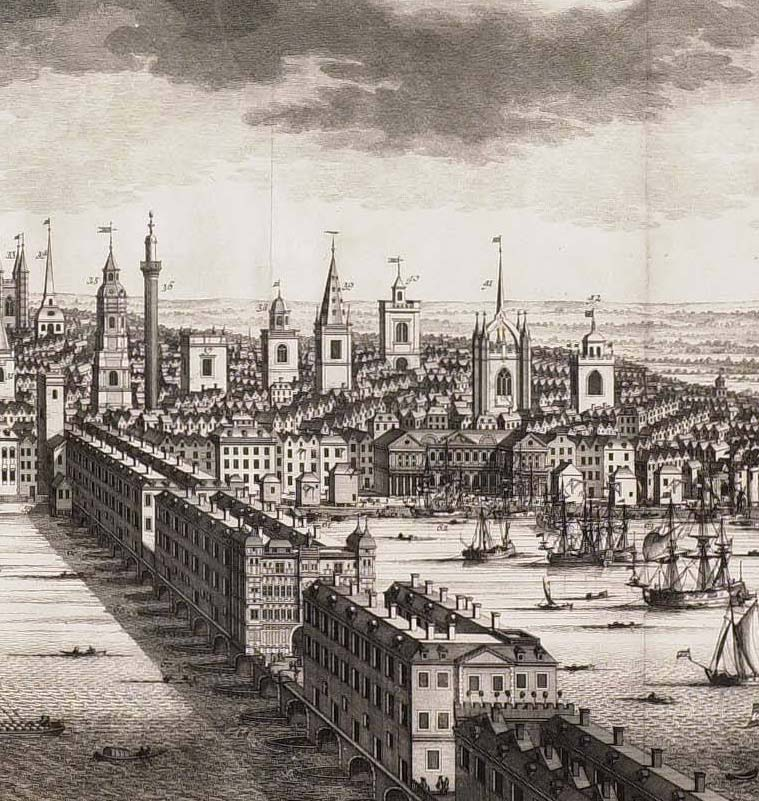
A cidade de Londres no início do século XVIII.

Manuel Jacques de Magalhães (1670 — 1707), 2.º Visconde de Fonte Arcada, foi um nobre e diplomata português dos finais do século XVII.

## Biografia
Nasceu cerca de 1670, no rescaldo da guerra da Restauração, e cresceu no delicado ambiente de tensão que se interpunha para a reconciliação entre as duas monarquias, agora separadas, numa altura em que a diplomacia se impunha mais do que antes aos estados soberanos como uma peça fundamental no xadrez político internacional. Manuel Jacques de Magalhães soube tirar partido da conjuntura política do seu tempo, usando os dotes que possuía, ou aparentava possuir, para a diplomacia e insinuar-se na corte como o candidato certo para representar a nação restaurada no próprio país que repudiara. De facto, D. Pedro II escolheu-o como «enviado extraordinário a Castela». Mais tarde, desempenhou a mesma função diplomática em Inglaterra.
Foi detentor de um vasto património honorífico e material: Foi senhor da casa de seu pai, visconde de Fonte Arcada e comendador, na ordem de Cristo, de São Pedro da Aldeia de Joanes e de São Miguel da Foz de Arouce. Este património já o detinha seu pai, Pedro Jacques de Magalhães que por isso lho transmitiu, não sem se ajustar um acordo com seu meio-irmão e primogénito, Henrique Jacques de Magalhães, o qual, na expressão de António Carvalho da Costa na Corografia Portuguesa, «foy alcayde de Castello Rodrigo, por cuja mercè, & outras mais deyxou por composição que fez com seu irmão Manoel Jaques, ao titulo de Visconde», isto é, o qual, em nome do título de alcaide mor de Castelo Rodrigo, entre outros, abdicava do de visconde de Fonte Arcada.
Em 1696 foi substituído em Londres nas suas funções de enviado extraordinário por D. Luís da Cunha.
Em 1706, em plena guerra da sucessão espanhola, Manuel Jacques de Magalhães acompanhou de perto a ofensiva das forças portuguesas integradas na aliança anglo-luso-alemãs nas terras de Ciudad Rodrigo e Salamanca, enviando nesse ano uma carta ao Secretário de Estado em Portugal, dando-lhe conta dos progressos obtidos por aquelas forças nessa região.
Veio a falecer, segundo o autor da Corografia Portuguesa, em 1707 quando era governador da província da Beira.

## Genealogia
Foi o terceiro filho de Pedro Jacques de Magalhães e de sua segunda mulher, Maria de Vilhena. Deu continuidade à linhagem portuguesa dos Jacques de Magalhães que remonta ao século XIV e se radica em Guillen Jacques, fidalgo aragonês, que passou a Portugal por volta de 1429, na companhia da infanta D. Leonor de Aragão que veio casar-se com o infante D. Pedro, estabelecendo-se no Algarve, entre Alvor e Lagos. Na linhagem foi neto de Henrique Jacques de Magalhães, bisneto do homónimo do pai, Pedro Jacques de Magalhães, trineto de Henrique Jacques, que foi alferes mor da ordem de Cristo e capitão-mor da armada do Algarve, e quadrineto de Pedro Jacques, fidalgo e cavaleiro da corte de D. Afonso V, D. João II e D. Manuel, que instituiu o morgadio da Bordeira. Pelo costado de sua  avó paterna, Violante de Vilhena, descendia de outra família nobre de origem castelhana, a dos senhores de Tovar que também foram senhores de Cevico e de Boca de Huérgano em Leão e Castela, dos quais se destacou Sancho de Tovar, que foi copeiro mor de D. Sebastião. Pela parte de seu avô materno, António Correira Baharen, não se contam títulos nobiliárquicos, mas pelo lado de sua avó materna, descende de uma antiga família da nobreza, a dos senhores de Mortágua, que remonta à segunda metade do século XIII, a Vasco Martim de Sousa Chichorro, o primeiro a usar aquele título.
Casou com sua parente Joana Cecília de Noronha (c. 1680 - Janeiro de 1743), filha de Fernando Jacques da Silva (Alenquer, c. 1650 - ?) e de sua mulher Sebastiana de Noronha Lobo (c. 1650 - ?), não havendo descendência deste casamento. Ela casou segunda vez com seu duas vezes parente afastado D. João de Almeida (Lisboa, c. 1675 - Lisboa, 8 de Dezembro de 1749), filho segundo do 2.º Conde de Avintes e de sua mulher, do qual teve doze filhos e filhas.